# باشگاه

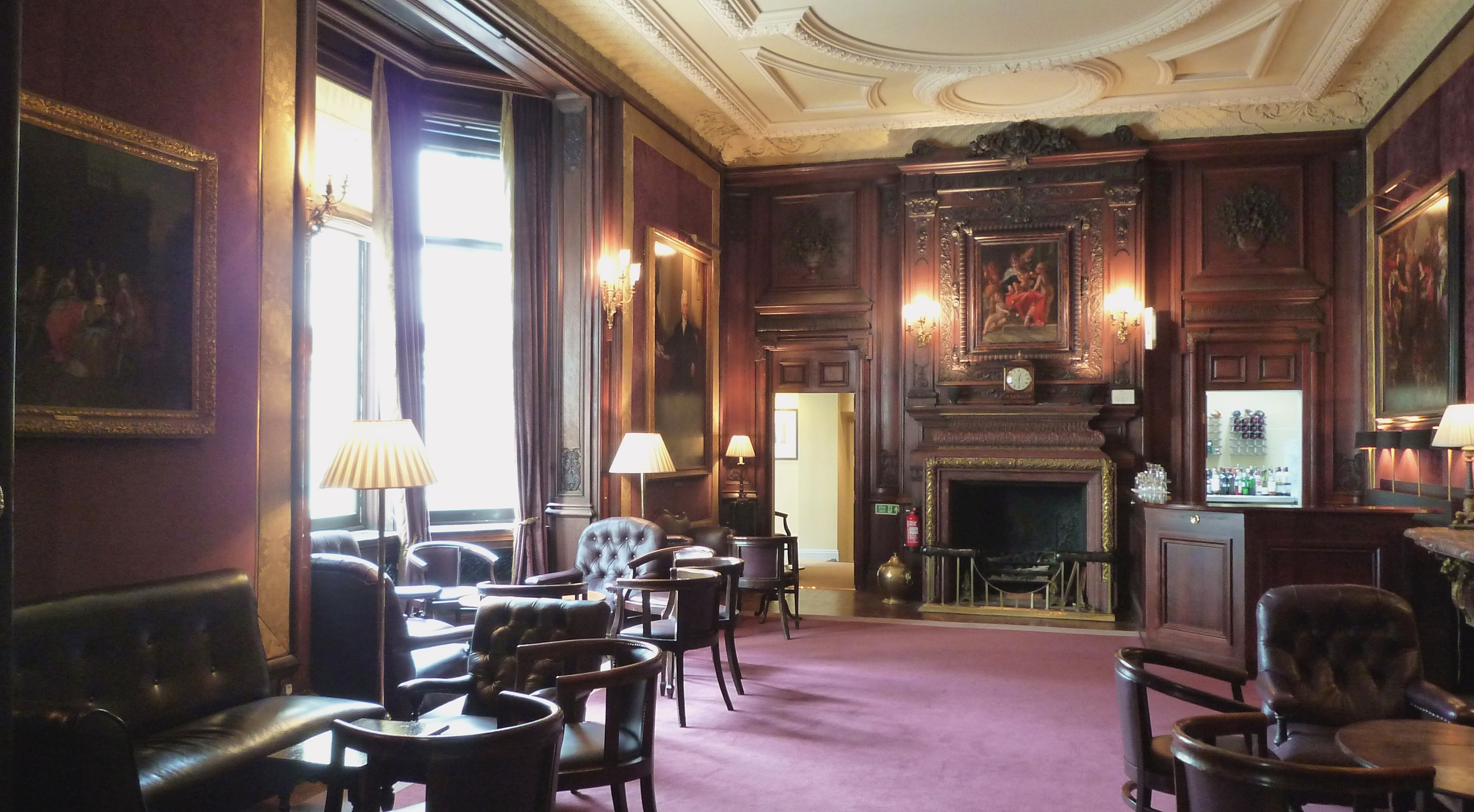
نمونه‌ای از جای گردهمایی عضوهای یک باشگاه در لندن

باشگاه یا کلاب (به انگلیسی: Club) جایگاه ویژه‌ای برای گردهمایی گروهی از مردم با هدفی معین است. به سخن دیگر محل گرد آمدن پیوسته یا هر از گاه گروهی بر پایه آیین‌نامه ٔ خاص. در زبان فارسی واژه باشگاه به معنی سالن ورزش (انگلیسی: Gymnasium) نیز به کار می‌رود.
باشگاه‌ها ممکن است به سرگرمی‌ها و ورزش‌ها، فعالیت‌های اجتماعی، سیاسی، مذهبی و غیره بپردازند.

## پیشینه
باشگاه از واژه‌های پذیرفته فرهنگستان ایران در برابر واژه انگلیسی کلوب است و به انجمنهایی گفته می‌شود که هموندان آن بر پایه خواست خود و همسو با مرامنامه تصویب شده، برای پیشبرد هدف‌ها و خواستهای مشترک، یا برای همیاری و بهسازی شرایط زندگی شخصی و حرفه ای، یا دستیازی به امتیازات برای هموندان باشگاه، در مکانی به همین نام، گرد هم می‌آیند. این افراد عمدتاً به یک گروه یا طبقه اجتماعی معینی وابسته هستند، مانند فرهنگیان، مهندسان، افسران، زرتشتیان و مانند اینها.

## ریشه‌شناسی
باشگاه از دو بخش باش + گاه ساخته شده‌است. باش بن مضارع از فعل باشیدن است که دلالت بر بودن دارد. گاه در فارسی به معنای مکان و جایگاه است.
باشگاه یک همیاری میان دو یا چند نفر است که بر پایه منافع همسو گرد هم آمده‌اند. یک باشگاه خدمت (Club Service)، برای نمونه، به منظور انجام کنش‌های نیکوکارانه و به گونه خودجوش راه‌اندازی شده‌است. باشگاه برای انجام فعالیت‌هایی مانند سرگرمی، ورزش، اجتماعی، مذهبی و سیاسی راه‌اندازی می‌شود.

## نمونه‌ها
- باشگاه برهنگی
- باشگاه ورزشی
- باشگاه افسران
- باشگاه محرمانه
- باشگاه خدماتی